# Ерменовіль (ліс)
49°09′06″ пн. ш. 2°38′22″ сх. д. / 49.15166667° пн. ш. 2.63944444° сх. д.
Ліс Ерменовіль (фр. Forêt d'Ermenonville) — державний ліс поблизу столиці Франції — міста Париж. Ліс знаходиться в департаменті Уаза, на північ від Паризької улоговини. Він належить до лісового регіону «Валуа і В'єль». Доглядається територіальним підрозділом Національного управління лісового господарства — «Три ліси».

## Опис
Площа становить 3319 га. Є центром лісового масиву, що складається з багатьох приватних лісів, включаючи ліси Шаалі та ліси Мор'єр, який займає загальну площу приблизно 6500 га. Ліс Ерменонвіль включає додатковий масив лісів Монлоньон і Перте, розділовою лінією є національна дорога N 330. Ліс Ерменонвіль розташований на захід від цієї дороги, тоді як додатковий масив розташований на схід. Північний сектор цього масиву називається Буа-де-Монлоньйон, а південний сектор — Буа де Перт. Східна частина Буа-де-Монлоньйон складається з приватних лісів.
Простягається на північ до долини річки Нонет, на захід до лісу Шантійї, на південь до долини Тев, парку Валльєр у Мортефонтені та села Ерменонвіль і на схід до плато Валуа.
Складається з 1412 га сосни звичайної, дуба — 1434 га, бука — 105 га, вільхи — 4 га. У лісі водиться багато великих тварин: кабани, олені та козулі. Болота, що збереглися, є середовищем існування для рідкісних видів птахів, земноводних, комах, зокрема дрімлюги звичайної, прудкої ящірки, коника Metrioptera brachyptera.

## Історія
Перша письмова згадка відноситься до 1136 року, коли французький король Людовик VI передав частину сучасного лісу Ерменонвіль абатству Шалі. Протягом наступних століть абатство додатково отримувала нові частини лісового масиву, маючи у 1641 році 1500 га. Іншими власниками були абатство дела Віктуар, монастир Борест і єпархія Санлісу. За королями залишилося право на монопольне полювання в лісі. З 1674 року керували цим полюванням принци Конде. На той час не було єдиним лісовим масивом: ліси переривалися болотами і вересом, який використовувався для випасу черед.
Під час Французької революції ліс було націоналізовано. Зачасів Першої імперії опинився у володіння Жозефа Бонапарта і маршала Франсуа Келлермана. 1815 року після Реставрації Бурбонів опинився у державній власності. У 1825 році водно-лісне управління взялося посушити болота та засадити пустоти. Вибрано дві хвойні породи, адаптовані до піщаного ґрунту: сосна звичайна та приморська. Втім приморські сосни значною мірою зникли через морози зими 1879—1880 року.
1939 року пошкодження були спричинені одночасно торнадо в березні та великою кількістю військових зборів під час Другої світової війни. У червні 1940 року 800 га лісу вигоріло через потужну пожежу.

### Авіатроща

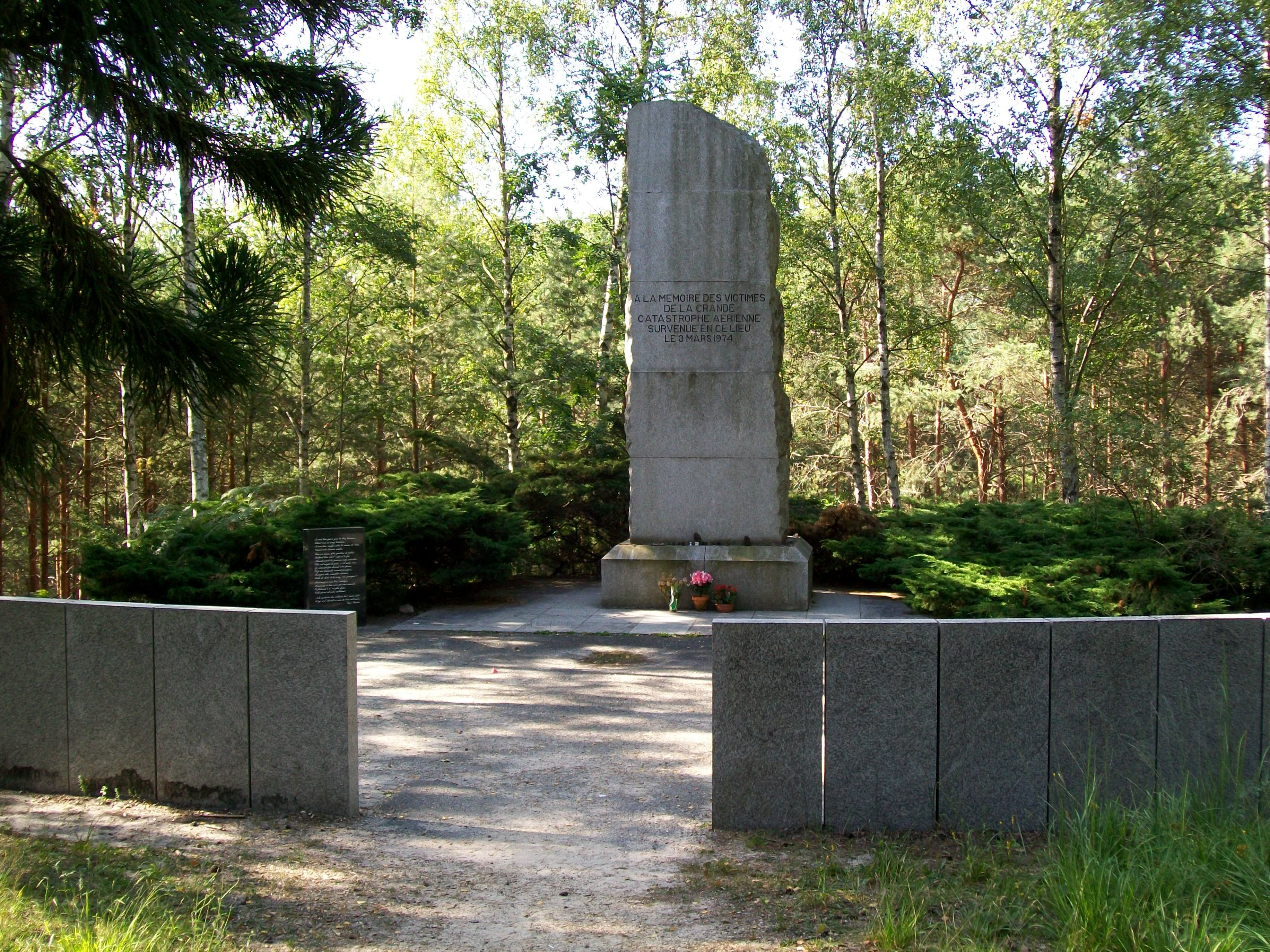
Меморіал катастрофі рейсу TK981, поставлений в лісі Ерменовіль

3 березня 1974 року McDonnell Douglas DC-10рейсу 981 Turkish Airlines розбився в лісі та в комуні Фонтен-Шаліс, усі 346 людей на борту загинули. На тот момент ця авіакатастрофа була найбільшою в історії цивільної авіації, а причиною назвали відрив дверей вантажного відсіку.
Пасажирський авіалайнер McDonnell Douglas DC-10-10 турецької авіакомпанії «Turkish Airlines» виконував пасажирський рейс TK 981 за маршрутом Стамбул — Париж — Лондон, а на його борту перебували 12 членів екіпажу і 334 пасажири. За 6 хвилин після вильоту з Парижського міжнародного аеропорту Орлі на висоті 3500 метрів несподівано відкрилася одна з дверцят вантажного відсіку, що створило вибухову декомпресію, в результаті якої зруйнувалися системи управління. Лайнер перейшов в пікірування і за 1,5 хвилини на великій швидкості впав у лісі Ерменонвіль на північний схід від Парижа, при цьому був повністю зруйнований. Всі 346 осіб, які перебували на його борту загинули.